# Bill Tchato
Bill Tchato, né le 14 mai 1975 à M'Biam, est un footballeur international camerounais évoluant au poste de défenseur. 
Il compte 58 sélections et un but avec la sélection camerounaise.

## Biographie

### En club
Né à M'biam (dans la région du Centre au Cameroun), Bill Tchato quitte dès son plus jeune âge le pays pour suivre ses parents en Europe. Ces derniers travaillent en effet successivement pour l'ambassade du Cameroun à Paris et à Londres.
Il intègre le centre de formation du Stade Malherbe Caen en 1991. En Normandie, il fait partie de la génération des Jérôme Rothen et William Gallas. Il devient professionnel lors de la saison 1995-1996 mais il décide de rejoindre Valence en 1996 où il effectue deux saisons pleines avec son club en seconde division. Ses performances lui permettent d'être recruté par l'OGC Nice en 1998. Il y joue également comme titulaire au poste de latéral gauche pendant deux nouvelles saisons. En 2000, il est transféré à Montpellier, club qu'il aide à remonter en Ligue 1 en 2001. Il reste titulaire au sein de l'équipe montpelliéraine jusqu'à son transfert vers le club allemand de Kaiserslautern en janvier 2003. En Rhénanie, il perd sa place de titulaire. Il décide de rejoindre en 2005 son ancien club l'OGC Nice. Puis il décidera de rejoindre le Qatar avant de retourner en France au RC Strasbourg qui évolue en national. Néanmoins, il joue avec un statut amateur afin que son salaire n'entre pas dans la limite salariale imposée par la DNCG. Il quitte le club de Strasbourg, rétrogradé, et on l'annonce au Qatar pendant l'été. Mais il ne trouve pas d'accord. 
En attendant le marché des transferts d'hiver, et à défaut de mieux, il signe un contrat de trois mois, en novembre 2011, au FC Sapins en D1 gabonaise. Il y termine sa carrière en 2013.

### En sélection
Bill Tchato fait ses débuts en sélection en 2000. Il fait partie du groupe camerounais qui dispute la Coupe du monde 2002 au Japon et en Corée du Sud (disputant les trois matches de son équipe, éliminée dès le premier tour) et la Coupe d'Afrique des nations au Mali la même année qu'il remporte avec son pays. Il est d'ailleurs titulaire lors de la finale remportée aux tirs au but face au Sénégal le 10 février 2002.
Tchato dispute également les Coupe des confédérations 2001 et 2003, la CAN 2004 et 2008 au cours de laquelle les Lions indomptables sont vaincus en finale (0-1) par les Pharaons égyptiens. Tchato, malgré ses 33 ans, dispute toute la rencontre. 
De 2000 à 2008, Tchato est convoqué à 58 reprises en équipe nationale. Il ne marque qu'un seul but.

### Vie privée
Il est le père d'Enzo Tchato, défenseur du Montpellier HSC.

## Statistiques détaillées
| Club                        | Saison         | Championnat national | Championnat national | Coupes nationales | Coupes nationales | Coupes européennes | Coupes européennes | Total  | Total |
| Club                        | Saison         | Matchs               | Buts                 | Matchs            | Buts              | Matchs             | Buts               | Matchs | Buts  |
| --------------------------- | -------------- | -------------------- | -------------------- | ----------------- | ----------------- | ------------------ | ------------------ | ------ | ----- |
| SM Caen ( France)           | 1995-1996      | 18                   | 0                    | ?                 | ?                 | -                  | -                  | 18     | 0     |
|                             | Total          | 18                   | 0                    | 0                 | 0                 | -                  | -                  | 18     | 0     |
| ASOA Valence ( France)      | 1996-1997      | 34                   | 4                    | ?                 | ?                 | -                  | -                  | 34     | 4     |
| ASOA Valence ( France)      | 1997-1998      | 35                   | 2                    | ?                 | ?                 | -                  | -                  | 35     | 2     |
|                             | Total          | 69                   | 6                    | 0                 | 0                 | -                  | -                  | 87     | 6     |
| OGC Nice ( France)          | 1998-1999      | 35                   | 3                    | ?                 | ?                 | -                  | -                  | 35     | 3     |
| OGC Nice ( France)          | 1999-2000      | 35                   | 0                    | ?                 | ?                 | -                  | -                  | 35     | 0     |
|                             | Total          | 70                   | 3                    | 0                 | 0                 | -                  | -                  | 157    | 8     |
| Montpellier HSC ( France)   | 2000-2001      | 29                   | 0                    | ?                 | ?                 | -                  | -                  | 29     | 0     |
| Montpellier HSC ( France)   | 2001-2002      | 23                   | 0                    | ?                 | ?                 | -                  | -                  | 23     | 0     |
| Montpellier HSC ( France)   | 2002-janv.2003 | 11                   | 0                    | ?                 | ?                 | -                  | -                  | 11     | 0     |
|                             | Total          | 63                   | 0                    | ?                 | ?                 | -                  | -                  | 220    | 6     |
| Kaiserslautern ( Allemagne) | janv.2003-2003 | 16                   | 0                    | ?                 | ?                 | -                  | -                  | 16     | 0     |
| Kaiserslautern ( Allemagne) | 2003-2004      | 23                   | 1                    | ?                 | ?                 | 2                  | 0                  | 25     | 1     |
| Kaiserslautern ( Allemagne) | 2004-2005      | 17                   | 0                    | ?                 | ?                 | -                  | -                  | 17     | 0     |
|                             | Total          | 56                   | 1                    | ?                 | ?                 | 2                  | 0                  | 278    | 7     |
| OGC Nice ( France)          | 2005-2006      | 24                   | 0                    | ?                 | ?                 | -                  | -                  | 24     | 0     |
|                             | Total          | 24                   | 0                    | ?                 | ?                 | -                  | -                  | 302    | 7     |
| Qatar SC ( Qatar)           | 2006-2007      | ?                    | ?                    | ?                 | ?                 | -                  | -                  | ?      | ?     |
| Qatar SC ( Qatar)           | 2007-2008      | ?                    | ?                    | ?                 | ?                 | -                  | -                  | ?      | ?     |
|                             | Total          | ?                    | ?                    | ?                 | ?                 | -                  | -                  | 302    | 7     |
| Al-Khor SC ( Qatar)         | 2008-2009      | 18                   | 0                    | ?                 | ?                 | -                  | -                  | ?      | ?     |
| Al-Khor SC ( Qatar)         | 2009-2010      | ?                    | ?                    | ?                 | ?                 | -                  | -                  | ?      | ?     |
|                             | Total          | ?                    | ?                    | ?                 | ?                 | -                  | -                  | 320    | 7     |
| RC Strasbourg ( France)     | 2010-2011      | 19                   | 1                    | 0                 | 0                 | -                  | -                  | 1      | 0     |
|                             | Total          | 19                   | 1                    | 0                 | 0                 | -                  | -                  | 19     | 1     |
| FC Sapins ( Gabon)          | 2011-2012      | -                    | -                    | -                 | -                 | -                  | -                  | -      | -     |
|                             | Total          | -                    | -                    | -                 | -                 | -                  | -                  | -      | -     |
| Total carrière              |                | 327                  | 10                   | ?                 | ?                 | 2                  | 0                  | 339    | 10    |

## Palmarès

### En club
- Champion de France de Division 2 en 1996 avec le SM Caen[4].
- Finaliste de la Coupe d'Allemagne en 2003 avec le FC Kaiserslautern.
- Finaliste de la Coupe de la Ligue en 2006 avec l'OGC Nice.

### Avec le Cameroun
- Vainqueur de la Coupe d'Afrique des nations en 2002.
- Finaliste de la Coupe d'Afrique des nations en 2008.
- Finaliste de la Coupe des confédérations 2003.

## Distinctions personnelles
- Nommé dans l'équipe type de Division 2 en 1998 aux Trophées UNFP[5].